# مالیلاستیک اسید
مالیلاستیک اسید (به انگلیسی: Maleylacetic acid) با فرمول شیمیایی C6H6O5 یک ترکیب شیمیایی با شناسه پاب‌کم ۲۷۲۳۷۸۷ است؛ که جرم مولی آن ۱۵۸٫۱۰ گرم بر مول می‌باشد.